# لوخ مورار
لوخ مورار (به انگلیسی: Loch Morar) (گالیک اسکاتلندی: Loch Mhòrair) نام یک دریاچه ژرف در اسکاتلند است.
لوخ مورار با مساحت ۲۶٫۲ کیلومتر مربع پنجمین دریاچه بزرگ در اسکاتلند است و با بیشینهٔ ژرفای ۳۱۰ متر، عمیق‌ترین دریاچه اسکاتلند به‌شمار می‌رود.
عوام، لوخ مورار را نیز همانند لوخ نس دارای هیولا می‌دانند. هیولای لوخ مورار را موراگ می‌نامند.